# ECAHA 1907/08

Sezona 1907/08 lige ECAHA je potekala od 29. decembra do 7. marca. Moštva so igrala deset tekem. Montreal Wanderers so osvojili prvenstvo z 8 zmagami in 2 porazoma.

## Ligaške zadeve

### Izvršilni odbor
- Dr. George Cameron, Montreal (predsednik)
- Joe Power, Quebec (1. podpredsednik)
- Patrick J. Baskerville, Ottawa (2. podpredsednik)
- W. P. Lunny, Shamrocks (tajnik-blagajnik)

Nationals so zaprosili za klub, a niso dobili tričetrtinske podpore.
Patrick J. Baskerville je zahteval večjo zaščito moštvom, ki so gostovala v Quebecu, saj so ob njihovem zadnjem obisku gledalci metali kamne v hokejiste Ottawe. 

### Spremembe pravil
- Moštva lahko sedaj prosto plačujejo igralce. Igralci morajo razglasiti svoj profesionalni ali amaterski status. Montreal Victorias so ostali striktno amaterski. [1]

## Dobrodelna tekma zvezd v spomin Hodu Stuartu
Prva tekma zvezd v hokeju na ledu je bila odigrana 2. januarja 1908 pred 3.500 gledalci v dvorani Montreal Arena. Igrali sta moštvi Montreal Wanderers in Moštvo zvezd iz lige ECAHA. Tekma je bila odigrana v spomin igralca Wanderersov Hoda Stuarta, ki je umrl v potapljaški nesreči tri mesece, zatem ko je z moštvom osvojil Stanleyjev pokal leta 1907. Dobiček od prodanih vstopnic, ki so stale od 25 centov do 1 $, so namenili Stuartovi vdovi in dvema otrokoma. Vsega skupaj so nabrali 2.000 $.
| Wanderers (10) | Zvezde (7) |
| --- | --- |
| - Riley Hern, vratar, - Art Ross, point, - Walter Smaill, coverpoint, - Frank Glass, rover, - Ernie Russell, center, - Cecil Blatchford, desno krilo, - Ernie Johnson, levo krilo | - Percy LeSueur, vratar, (Ottawa) - Rod Kennedy, point (Victorias) - Frank Patrick, coverpoint (Victorias) - Joe Power, rover (Quebec) - Grover Sargent, center (Montreal) - Eddie Hogan, desno krilo (Quebec) - Jack Marshall, levo krilo (Shamrocks) |

Vir: 

## Redna sezona
Marty Walsh (Ottawa) in Russell Bowie (Victorias) sta bila izenačena na lestvici strelcev s po 28 zadetki. Tako se je petič v 10 sezonah zgodilo, da je Bowie postal vodilni strelec kake lige. 
Dogodilo se je veliko igralskih zamenjav. Pri Wanderersih je umrl Hod Stuart, Lester Patrick je odšel na zahod, novi igralci so bili Art Ross (iz Brandona), Tom Hooper (iz Kenore) in Ernie Russell (iz Montreal HC). 
Pri Ottawi sta se Harry Smith in Hamby Shore preselila v Winnipeg. Prve sezone v Ottawi so odigrali Cyclone Taylor, Tom Phillips in Marty Walsh. 
Montreal Shamrocks so k sebi privabili Didierja Pitreja in Jacka Lavioletta iz lige IPHL.
Quebec Bulldogs so imeli v svoji postavi tri brate Power: Joeja, Charlesa in Jamesa.
Za Montreal Victorias so podpisali Frank Patrick (iz McGilla) in Billy Gilmour (iz Ottawe). 
28. januarja so v Brockvillu Wanderersi igrali proti FAHL moštvu Renfrew Creamery Kings za stavo 400 $ (stroški Wanderersov so bili urejeni). Wanderersi so igrali brez treh igralcev, ki so osvojili Stanleyjev pokal prejšnjo sezono (Blatchforda, Glassa in Smailla) in izgubili z 5-11. 

### Vrhunci
Ottawa je odprla svojo novo dvorano Arena, ki je 11. januarja 1908 gostila Wandererse. Na tekmi se je zbralo 7.100 gledalcev. Ottawa je zmagala z 12-2. Ottawa in Wanderersi sta bila nato izenačena za povratno tekmo 29. februarja, ko je direktor Ottawe J. P. Dickson odstopil zaradi spora, s katerim vlakom potovati v Montreal. Tisti čas sta bila možna dva vlaka za potovanje in padle so stave, kateri vlak bo hitrejši. V pravi tekmi sta zvezdnika Ross in Taylor vodila napade z enega na drugi konec in tekma je bila izenačena, dokler se ni poškodoval Taylor. Zatem sta zadela Bruce Stuart in Walter Smaill za zmago Wanderersov s 4-2.
18. januarja je Quebec premagal Montreal z 18-5, Chubby Power je zadel šestkrat. 
Russell Bowie je na treh tekmah zadel po pet golov, Marty Walsh je držal najvišji rekord, saj je zadel na eni tekmi 7 golov in spet na drugi 6, medtem ko je Tom Phillips dvakrat zadel po pet golov na eni tekmi, Herb Jordan je zadel 5 in 6, Jack Marshallpa dvakrat po 5 golov na eni tekmi. 

### Končna lestvica
| Moštvo               | OT | Z | P | R | GF | GA |
| -------------------- | -- | - | - | - | -- | -- |
| Montreal Wanderers   | 10 | 8 | 2 | 0 | 63 | 52 |
| Ottawa Hockey Club   | 10 | 7 | 3 | 0 | 86 | 51 |
| Quebec Hockey Club   | 10 | 5 | 5 | 0 | 81 | 74 |
| Montreal Shamrocks   | 10 | 5 | 5 | 0 | 53 | 49 |
| Montreal Victorias   | 10 | 4 | 6 | 0 | 73 | 78 |
| Montreal Hockey Club | 10 | 3 | 7 | 0 | 58 | 83 |

### Izidi
1907
| Mesec    | Dan | Gosti     | Izid | Gostitelji | Izid |
| -------- | --- | --------- | ---- | ---------- | ---- |
| December | 29  | Shamrocks | 10   | Victorias  | 4    |

1908
| Mesec   | Dan | Gosti     | Izid | Gostitelji | Izid |
| ------- | --- | --------- | ---- | ---------- | ---- |
| Januar  | 4   | Ottawa    | 1    | Quebec     | 8    |
| Januar  | 4   | Victorias | 8    | Shamrocks  | 6    |
| Januar  | 8   | Wanderers | 7    | Montreal   | 3    |
| Januar  | 11  | Wanderers | 2    | Ottawa     | 12   |
| Januar  | 11  | Quebec    | 6    | Victorias  | 12   |
| Januar  | 15  | Victorias | 5    | Wanderers  | 7    |
| Januar  | 18  | Ottawa    | 3    | Shamrocks  | 4 OT |
| Januar  | 18  | Montreal  | 5    | Quebec     | 18   |
| Januar  | 22  | Shamrocks | 1    | Wanderers  | 3    |
| Januar  | 25  | Victorias | 9    | Ottawa     | 14   |
| Januar  | 25  | Quebec    | 8    | Wanderers  | 13   |
| Januar  | 29  | Victorias | 13   | Montreal   | 7    |
| Februar | 1   | Ottawa    | 14   | Montreal   | 7    |
| Februar | 5   | Wanderers | 5    | Victorias  | 6 OT |
| Februar | 8   | Quebec    | 5    | Ottawa     | 11   |
| Februar | 8   | Montreal  | 3    | Shamrocks  | 9    |
| Februar | 12  | Victorias | 4    | Shamrocks  | 7    |
| Februar | 13  | Shamrocks | 3    | Quebec     | 7    |
| Februar | 15  | Ottawa    | 10   | Victorias  | 4    |
| Februar | 15  | Wanderers | 8    | Quebec     | 6    |
| Februar | 19  | Montreal  | 5    | Wanderers  | 8    |
| Februar | 22  | Shamrocks | 2    | Ottawa     | 5    |
| Februar | 22  | Quebec    | 8    | Montreal   | 6    |
| Februar | 26  | Montreal  | 7    | Victorias  | 4    |
| Februar | 29  | Ottawa    | 2    | Wanderers  | 4    |
| Februar | 29  | Victorias | 8    | Quebec     | 9 OT |
| Marec   | 4   | Wanderers | 6    | Shamrocks  | 4    |
| Marec   | 7   | Ottawa    | 14   | Montreal   | 6    |
| Marec   | 7   | Quebec    | 6    | Shamrocks  | 7    |

### Vratarji
| Vratar          | Klub      | OT | GA | SO | GAA  |
| --------------- | --------- | -- | -- | -- | ---- |
| Billy Nicholson | Shamrocks | 10 | 49 |    | 4.9  |
| Percy LeSueur   | Ottawa    | 10 | 51 |    | 5.1  |
| Riley Hern      | Wanderers | 10 | 52 |    | 5.2  |
| Nathan Frye     | Victorias | 1  | 7  |    | 7.0  |
| Paddy Moran     | Quebec    | 10 | 74 |    | 7.4  |
| Robinson        | Victorias | 9  | 71 |    | 7.9  |
| Tyner           | Montreal  | 1  | 9  |    | 9.0  |
| Dave Finnie     | Montreal  | 5  | 48 |    | 9.6  |
| Archie Lockerby | Montreal  | 4  | 48 |    | 12.0 |

### Vodilni strelci
| Igralec        | Klub      | OT | G  |
| -------------- | --------- | -- | -- |
| Walsh, Marty   | Ottawa    | 9  | 28 |
| Bowie, Russell | Victorias | 10 | 28 |
| Phillips, Tom  | Ottawa    | 10 | 26 |
| Power, Charles | Quebec    | 10 | 23 |
| Jordan, Herb   | Quebec    | 8  | 22 |
| Russell, Ernie | Wanderers | 9  | 21 |
| Marshall, Jack | Shamrocks | 9  | 19 |
| Eveleigh, Joe  | Montreal  | 8  | 16 |
| Power, Joe     | Quebec    | 10 | 13 |
| Smith, Alf     | Ottawa    | 9  | 13 |

## Izzivi za Stanleyjev pokal
Wanderersi so igrali tri izzive za Stanleyjev pokal, med sezono proti moštvu Ottawa Victorias in po sezoni proti Winnipegu in Torontu. 

### Wanderers: Ottawa
Med sezono so Wanderersi igrali izziv proti FAHL moštvu Ottawa Victorias. Wanderersi so zmagali 9-3 in 13-1, skupno 22-4.
| Datum                                    | Zmagovalec         | Izid | Poraženec        | Lokacija       |
| ---------------------------------------- | ------------------ | ---- | ---------------- | -------------- |
| 9. januar 1908                           | Montreal Wanderers | 9–3  | Ottawa Victorias | Montreal Arena |
| 13. januar 1908                          | Montreal Wanderers | 13–1 | Ottawa Victorias | Montreal Arena |
| Montreal je zmagal s skupnim izidom 22-4 |                    |      |                  |                |

### Wanderers: Winnipeg
Wanderersi so premagali moštvo Winnipeg Maple Leafs v dveh tekmah z 11-5 in 9-3, skupno 20-8.
| Datum                                    | Zmagovalec         | Izid | Poraženec            | Lokacija       |
| ---------------------------------------- | ------------------ | ---- | -------------------- | -------------- |
| 10. marec 1908                           | Montreal Wanderers | 11–5 | Winnipeg Maple Leafs | Montreal Arena |
| 12. marec 1908                           | Montreal Wanderers | 9–3  | Winnipeg Maple Leafs | Montreal Arena |
| Montreal je zmagal s skupnim izidom 20-8 |                    |      |                      |                |

### Wanderers: Toronto
Zatem so igrali proti OPHL moštvu Toronto Professionals. Zmagali so s 6-4 z dvema poznima goloma Ernieja Johnsona in Bruca Stuarta. 
| Datum          | Zmagovalec         | Izid | Poraženec             | Lokacija       |
| -------------- | ------------------ | ---- | --------------------- | -------------- |
| 14. marec 1908 | Montreal Wanderers | 6–4  | Toronto Professionals | Montreal Arena |

## Montreal Wanderers, zmagovalci Stanleyjevega pokala, 1908

### Postava
Centri
- Frank "Pud" Glass
- Ernie Liffiton (prav tako krilo)
- Bruce Stuart (rover)
- Walter Smaill (rover)
- Harry Smith (rover)†

  Krila
- Ernie Moose Johnson
- Larry Gilmour (prav tako center)
- Ernie Russell
- Jimmy Gardner†

  Branilci
- Art Ross (point)
- Billy Strachan (point)
- Tom Hooper (coverpoint, tudi center)
- Cecil Blachford (kapetan-coverpoint)

  Vratarji
- William Riley Hern

  Neigralci
- James Strachan (predsednik), Clarence McKerrow (častni predsednik)
- Dickie Boon (športni direktor), George Guile (tajnik/blagajnik)
- Tom Hodges (častni tajnik/blagajnik), William Jennings (podpredsednik)
- Robert Stephanson (podpredsednik), Bob Ahern (častni podpredsednik)
- George Hodges, Bert Strachan, Fred Strachan, H. Watson (direktorji)
- Walter Dorion (klubski zdravnik), Paul Lefebvre (trener)

† Jimmy Gardner in Harry Smith nista bila člana moštva Montreal Wanderers v januarskem in marčevskih izzivih za Stanleyjev pokal. Sta pa zato igrala decembra 1908, ko so Wanderersi porazili Edmonton.

### Vrezano v Stanleyjev pokal
Potem ko so leta 1907 v čašo Stanleyjevega pokala vrezali 20 imen, si leta 1908 Wanderersi niso vrezali niti imena moštva na pokal. Šele leta 1948, ko so pokal na novo oblikovali, so nanj vnesli besede "1908 Montreal Wanderers". 